# Servicios uniformados de Estados Unidos
Estados Unidos tiene ocho servicios uniformados federales que poseen oficiales comisionados como es definido por el Título 10 y subsecuentemente estructurado y organizado por el Título 10, Título 14, Título 33 y Título 42 del Código de Estados Unidos.

## Servicios uniformados
Los ocho servicios uniformados son, en orden de antigüedad para las formaciones ceremoniales:
1. Ejército de Estados Unidos
2. Cuerpo de Marines de los Estados Unidos
3. Armada de Estados Unidos
4. Fuerza Aérea de Estados Unidos
5. Fuerza Espacial de los Estados Unidos
6. Guardia Costera de Estados Unidos
7. Cuerpo Comisionado del Servicio de Salud Pública de Estados Unidos
8. Cuerpo Comisionado de la Administración Nacional Oceánica y Atmosférica

Cada uno de los servicios uniformados es encabezado administrativamente por un departamento ejecutivo federal y su correspondiente líder de gabinete civil.

## Departamentos ejecutivos federales

### Departamento de Defensa de Estados Unidos
En inglés United States Department of Defense, DOD. Son los siguientes:
- Ejército de Estados Unidos (en inglés: United States Army, USA): 14 de junio de 1775
- Cuerpo de Marines de los Estados Unidos (en inglés: United States Marine Corps, USMC): 10 de noviembre de 1775
- Armada de Estados Unidos (en inglés: United States Navy, USN): 13 de octubre de 1775
- Fuerza Aérea de Estados Unidos (en inglés: United States Air Force, USAF): 18 de septiembre de 1947
- Fuerza Espacial de los Estados Unidos (en inglés: United States Space Force, USSF): 20 de diciembre de 2019

Nota: El orden de precedencia al interior del Departamento de Defensa de Estados Unidos está definido por la Directiva 1005.8 del Departamento de Defensa, y no depende de la fecha de creación por el Congreso de Estados Unidos.

### Departamento de Seguridad Nacional de Estados Unidos
En inglés: United States Department of Homeland Security, DHS). Es el siguiente:
- Guardia Costera de Estados Unidos (en inglés: United States Coast Guard, USCG): 4 de agosto de 1790

Nota: La Guardia Costera de Estados fue parte del Departamento de Transporte de Estados Unidos entre el año 1967 y 2002. Previo a ese periodo fue parte del Departamento del Tesoro de Estados Unidos.

### Departamento de Salud y Servicios Humanos de Estados Unidos
En inglés United States Department of Health and Human Services, HHS. Es el siguiente:
- Cuerpo Comisionado del Servicio de Salud Pública de Estados Unidos (en inglés: United States Public Health Service Commissioned Corps, PHSCC): 4 de enero de 1889

### Departamento de Comercio de Estados Unidos
En inglés: United States Department of Commerce, DOC. Es el siguiente:
- Cuerpo Comisionado de la Administración Nacional Oceánica y Atmosférica (en inglés: National Oceanic and Atmospheric Administration Commissioned Corps, NOAA Corps): 22 de mayo de 1917

## Definición legal
Los ocho servicios uniformados están definidos en el Título 10 del Código de Estados Unidos:

El término "servicios uniformados" significa— 

 (A) las fuerzas armadas; 

  (B) el cuerpo comisionado de la Administración Nacional Oceánica y Atmosférica; y 

  (C) el cuerpo comisionado del Servicio de Salud Pública.

Los cinco servicios uniformados que componen las Fuerzas Armadas de Estados Unidos están definidos en la cláusula previa:

El término "fuerzas armadas" significan el Ejército, la Armada, la Fuerza Aérea, el Cuerpo de Infantería de Marina y la Guardia Costera.

## Fuerzas Armadas
Cinco de los servicios uniformados componen las Fuerzas Armadas de Estados Unidos, cuatro de las cuales se encuentran en el Departamento de Defensa. La Guardia Costera es parte del Departamento de Seguridad Nacional y tiene deberes tanto militares como de imposición de la ley. El Título 14 establece que la Guardia Costera es parte de las fuerzas armadas militares en forma permanente, convirtiéndola en la única rama militar que está fuera del Departamento de Defensa. Sin embargo, durante un estado de guerra el presidente o el congreso pueden ordenar que la Guardia Costera opere como parte de la Armada. El Cuerpo Comisionado del Servicio de Salud Pública de Estados Unidos, junto con el Cuerpo Comisionado de la Administración Nacional Oceánica y Atmosférica de Estados Unidos, operan bajo reglamnento militar con la excepción de la aplicación del Código Uniforme de Justicia Militar, al cual están sujetos solo cuando son movilizados por decreto ley o mientras estén asignados a cualquier componente de las fuerzas armadas.
Todos los componentes de la reserva de las fuerzas armadas de Estados Unidos pertenecen a las fuerzas militares. La Guardia Nacional es una fuerza de reserva militar compuesta de las unidades de la milicia de las guardias nacionales estatales, que operan bajo el Título 32 y la autoridad estatal. La Guardia Nacional se formó por primera vez en la Colonia de Virginia en el año 1607 y es la fuerza militar uniformada más vieja en el Nuevo Mundo. La Guardia Nacional puede ser movilizada por el presidente para operar bajo autoridad federal por medio del Título 10. Cuando está actuando bajo dirección federal, la Guardia Nacional de Estados Unidos es administrada por la Oficina de la Guardia Federal (en inglés: National Guard Bureau), la que funciona como una institución conjunta del Departamento de Defensa, con un general del Ejército o de la Fuerza Aérea como su líder. La Guardia Nacional de Estados Unidos y puede ser llamada para servicio federal activo en tiempos de guerra o de emergencias nacionlaes.

## Servicios uniformados no combatientes
- Cuerpo Comisionado de la Administración Nacional Oceánica y Atmosférica (en inglés: National Oceanic and Atmospheric Administration Commissioned Corps, NOAA Corps) es una rama uniformada de la Administración Nacional Oceánica y Atmosférica (en inglés: National Oceanic and Atmospheric Administration, NOAA), que está bajo jurisdicción del Departamento de Comercio.
- Cuerpo Comisionado del Servicio de Salud Pública de Estados Unidos (en inglés: United States Public Health Service Commissioned Corps, PHSCC) es el sistema de personal uniformado del Servicio de Salud Pública de Estados Unidos (en inglés: United States Public Health Service, PHS o USPHS), que está bajo la jurisdicción del Departamento de Salud y Servicios Humanos.

Los oficiales comisionados de la NOAA y de PHS usan uniformes que son derivaciones de los uniformes de la Armada de Estados Unidos, excepto que los distintivos de comisionamiento, botones e insignias reflejan sus respectivos servicios. Los oficiales uniformados de la NOAA y el PHS reciben sueldos usando la misma escala que los miembros de los servicios armados con respecto al rango y antigüedad en el grado. Adicionalmente, los oficiales del PHS están cubiertos por el Acta de Contratación y Recontratación de los Servicios Uniformados y el Acta de Desgravación Civil de los Miembros del Servicio (antiguamente Acta de Desgravación Civil de Soldados y Marineros). Adicionalmente, los siete servicios uniformados están sometidos a las provisiones del 10 USC 1408, el Acta de Protección de los exesposos de los Servicios Uniformados (en inglés: Uniformed Services Former Spouses Protection Act, USFSPA).
Los servicios uniformados no combatientes (del PHS y de la NOAA) consisten solo de oficiales comisionados y no tienen rangos inferiores. Los oficiales comisionados del Servicio de Salud Pública de la Administración Nacional Oceánica y Atmosférica pueden ser militarizados por el presidente de Estados Unidos. La autorización legal para militarizar al Servicio de Salud Pública se encuentra en el Título 42 del Código de Estados Unidos. Basados en el rango los oficiales del Servicio de Salud Pública (en inglés: Public Health Service, USPHS) y de la NOAA pueden ser clasificados como de Categoría III, IV y V bajo la Convención de Ginebra. El Servicio Geodésico y Costero de Estados Unidos (un servicio predecesor a la NOAA) originalmente comenzó a comisionar a sus oficiales para prevenir que estos no fueran legalmente juzgados como espías si que estos fueran capturados mientras realizaban labores de levantamiento geodésico en el campo de batalla. El Servicio de Salud Pública (en inglés: Public Health Service, PHS) sigue sus orígenes al sistema de hospitales de la armada creados por el Congreso de Estados Unidos en el año 1798 "para el socorro de los marineros enfermos y discapacitados"; y adoptó un modelo militar de organización en el año 1871.